# Omar Daoud
Pour les articles homonymes, voir Daoud.
Omar Daoud, né le 9 avril 1983 à El Beïda en Libye et mort le 9 mai 2018 dans la région de Shahhat en Libye, est un footballeur international libyen.

## Biographie
Omar Daoud est sélectionné avec l'équipe nationale A de Libye pour la CAN 2006. Ce milieu a évolué à Al Olympic Az-Zawiyah, puis a signé à la Jeunesse sportive de Kabylie en septembre 2005. Il trouve la mort dans un accident de la route.

## Carrière
- 2001-2003 : Al Wifaq Sabrata  Libye
- 2003-2005 : Al Olympic Zaouia  Libye
- 2005-2007 : JS Kabylie  Algérie
- 2007-2008 : Al Ahly Tripoli  Libye
- 2008-2008 : Al Wehda La Mecque  Arabie saoudite
- 2009-2010 : Al Ahly Tripoli  Libye
- 2011-2015 : Alakhdhar SC  Libye

## Palmarès
- Champion d'Algérie en 2006 avec la Jeunesse sportive de Kabylie
- Champion de Libye en 2004 avec l'Al Olympic Az-Zawiyah
- Sélectionné en équipe de Libye A